# Neferkasokar
Neferkasokar byl vládce starověkého Egypta z 2. dynastie. Jeho jméno znamená „Krásná je Sokarova duše“.

## Léta panování
Vládl buď v letech 2744–2736 př. n. l., nebo 2694-2686 př. n. l. Datum jeho vlády je sporné, proto se někdy uvádí nejen mezi Neferkarem a Hudžefou (viz Seznam králů starověkého Egypta), ale také mezi Peribsenem a Chasechemuejem.
Podobně jako Neferkare a Hudžefa je uveden jako král na seznamu králů ze Sakkáry a v Turínském královském papyru, které byly objeveny o mnoho let později, ale neexistují po něm žádné památky. Zachovaná válcová pečeť s jeho jménem pravděpodobně pochází z pozdější doby. Manehto jej nazývá Sesochorisem nebo Sesochrisem. V pozdním období se Neferkasokar těšil značné popularitě.